# Phylica litoralis
Phylica litoralis là một loài thực vật có hoa trong họ Táo. Loài này được (Eckl. & Zeyh.) D. Dietr. miêu tả khoa học đầu tiên.